# نرا وایت
نرا وایت (انگلیسی: Nera White; ۱۵ نوامبر ۱۹۳۵ – ۱۳ آوریل ۲۰۱۶) بازیکن بسکتبال اهل ایالات متحده آمریکا بود.
وی در مسابقات کشوری و بین‌المللی در مجموع برندهٔ ۱ مدال طلا شده‌است.